# فهرست فرودگاه‌های مولداوی

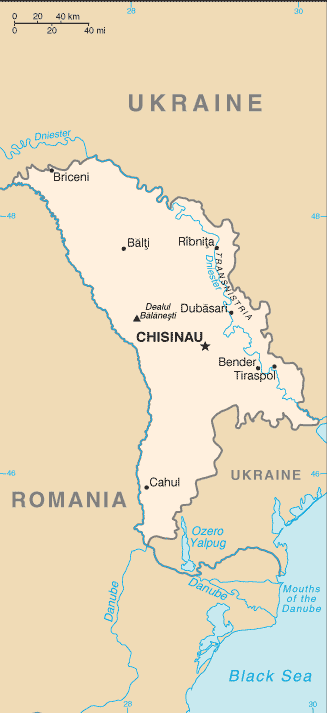
نقشهٔ مولداوی

این مقاله شامل فهرست فرودگاه‌های مولداوی است که بر پایهٔ مکان قرارگیری آن‌ها مرتب شده است.

## فرودگاه‌ها
| شهر                       | ایکائو | یاتا | نام فرودگاه                  | مختصات                                                        | کاربری                               |
| ------------------------- | ------ | ---- | ---------------------------- | ------------------------------------------------------------- | ------------------------------------ |
| بالتی                     | LUBL   | BZY  | فرودگاه بین‌المللی بالتی      | ۴۷°۵۰′۳۵″ شمالی ۲۷°۴۶′۳۸″ شرقی / ۴۷٫۸۴۳۰۶°شمالی ۲۷٫۷۷۷۲۲°شرقی | Certified, occasional flights        |
| بالتی                     | LUBA   |      | فرودگاه شهر بالتی            | ۴۷°۴۶′۲۸″ شمالی ۲۷°۵۷′۲۷″ شرقی / ۴۷٫۷۷۴۴۴°شمالی ۲۷٫۹۵۷۵۰°شرقی | Unclear                              |
| Cahul                     | LUCH   |      | فرودگاه بین‌المللی کاهول      | ۴۵°۵۰′۳۸″ شمالی ۲۸°۱۵′۴۹″ شرقی / ۴۵٫۸۴۳۸۹°شمالی ۲۸٫۲۶۳۶۱°شرقی | Not certified                        |
| Camenca                   | LUCM   |      | Camenca Airport              |                                                               | Not operational                      |
| Ceadîr-Lunga              | LUCL   |      | فرودگاه چادیر لونگا          | ۴۶°۰۱′۵۸″ شمالی ۲۸°۵۱′۱۰″ شرقی / ۴۶٫۰۳۲۷۸°شمالی ۲۸٫۸۵۲۷۸°شرقی | Unclear                              |
| کیشیناو                   | LUKK   | KIV  | فرودگاه بین‌المللی کیشیناو    | ۴۶°۵۵′۴۰″ شمالی ۲۸°۵۵′۵۱″ شرقی / ۴۶٫۹۲۷۷۸°شمالی ۲۸٫۹۳۰۸۳°شرقی | Moldova's sole international gateway |
| Mărculeşti                | LUBM   |      | پایگاه نیروی هوایی مارکولستی | ۴۷°۵۱′۴۵″ شمالی ۲۸°۱۲′۴۵″ شرقی / ۴۷٫۸۶۲۵۰°شمالی ۲۸٫۲۱۲۵۰°شرقی | Certified for daylight flights only  |
| Soroca                    | LUSR   |      | Soroca Airport               |                                                               | Not operational                      |
| Tighina (Bender)          | LUTG   |      | Tighina Airport              |                                                               | Not operational                      |
| تیراسپول                  | LUTR   |      | Tiraspol Airport             | ۴۶°۵۲′۰۵″ شمالی ۲۹°۳۵′۲۶″ شرقی / ۴۶٫۸۶۸۰۶°شمالی ۲۹٫۵۹۰۵۶°شرقی | Not operational                      |
| Vadul lui Vodă / Durleşti |        |      | Vadul lui Vodă Airfield      | ۴۷°۰۴′۰۵″ شمالی ۲۹°۰۵′۴۳″ شرقی / ۴۷٫۰۶۸۰۶°شمالی ۲۹٫۰۹۵۲۸°شرقی | Unclear                              |